# Anthrax demonstrans
Anthrax demonstrans är en tvåvingeart som beskrevs av Walker 1859. Anthrax demonstrans ingår i släktet Anthrax och familjen svävflugor. Inga underarter finns listade i Catalogue of Life.